# Kasteel van Vraný
Het kasteel van Vraný (Tsjechisch: Zámek Vraný) is een kasteel in laatbarokke stijl in de Tsjechische plaats Vraný. Het kasteel diende in eerste instantie als residentie van de leiders van de Sint-Vitus op de Praagse burcht, waarvan een gebeeldhouwd embleem in een cartouche boven het raam in de gevel is geplaatst. Vanaf de tweede helft van de 20e eeuw werd het kasteel gebruikt als bejaardentehuis en zorginstelling. Het kasteel en bijbehorend terrein zijn sinds 1967 cultureel erfgoed.

## Geschiedenis
Het kasteel van Vraný behoorde vanaf 1706 tot de leiders van de Sint-Vitus op de Praagse Burcht. Tussen 1764 en 1769 (volgens Rudolf Anděl tussen 1785 en 1794) huurde het bestuur de Praagse bouwer Josef Otto Gabriel Juschka in om een laatbarok kasteel te bouwen op de plek van het vorige. Schrijver Svatopluk Čech bracht tussen 1850 en 1860 een deel van zijn jeugd door op het kasteel. Zijn verblijf wordt herdacht met een buste bij de ingang.
In de tweede helft van de 20e eeuw was het kasteel in gebruik als bejaardentehuis. Daarna werd het een zorginstelling voor mensen met een verstandelijke beperking en meervoudig gehandicapten.

## Architectuur
Het hoofdgebouw bestaat uit één verdieping en drie vleugels. De rococogevel van de hoofdvleugel wordt benadrukt door een risaliet met portaal en schuine pilaster. Boven de eerste verdieping is een gebogen schild te zien, die de zolder doorsnijdt. De rechthoekige ramen zijn versierd met bogen op de begane grond en decoratieve supraportes op zowel de begane grond als de eerste verdieping. De binnenplaats van het kasteel wordt omsloten door bijgebouwen die in de 19e eeuw zijn gebouwd en een omheinde muur met poorten.
Het park werd in 1860 aangelegd door toenmalig directeur van het landgoed, František Jaroslav Čech.
- Nationale Bibliotheek van Tsjechië: xx0319011